# Pedro Gómez Carmona
Pedro Gómez Carmona (Vitoria, 7 giugno 1982) è un allenatore di calcio spagnolo.

## Palmarès

### Competizioni nazionali
- Bahraini FA Cup: 1

East Riffa: 2019